# Une affaire de détails
Pour les articles homonymes, voir Little Things.
Pour plus de détails, voir Fiche technique et Distribution.
Une affaire de détails (The Little Things) est un thriller policier américain écrit et réalisé par John Lee Hancock et sorti en 2021.
En raison de la pandémie de Covid-19, le film connait une sortie limitée en salles aux États-Unis en même temps qu'une diffusion sur la plateforme HBO Max. En France, il sort directement en vidéo. Le film reçoit des critiques partagées. Si les performances des acteurs, la mise en scène et l'atmosphère du film sont plutôt appréciées, les critiques trouvent que le scénario est assez faible, surtout comparé à l'un des films culte du genre, Seven (1995).

## Synopsis
Octobre 1990. Une jeune femme, Tina Salvatore, est poursuivie par un mystérieux conducteur sur une route déserte. Elle parvient à se sauver et trouve de l'aide auprès d'un chauffeur routier.
Quelque temps plus tard, à Bakersfield en Californie, Joe « Deke » Deacon, shérif adjoint du comté de Kern, est appelé à Los Angeles pour chercher des preuves pour une affaire qui va bientôt être jugée. Deke était autrefois policier dans la « Cité des Anges ». Il y rencontre Jim Baxter, jeune inspecteur de la police de Los Angeles, qui enquête sans succès sur un tueur en série ayant déjà fait quatre victimes. En fin de carrière, Deke est un officier aux méthodes particulières, bien différent de Baxter. Mais le jeune policier propose cependant à Deke d'enquêter sur la disparition de Ronda Rathbun, une femme ayant disparu pendant son jogging. Deke prend alors des congés et décide de rester à Los Angeles pour enquêter. Baxter et lui vont faire équipe pour traquer le tueur. Au fur et à mesure de l'enquête, Deke voit resurgir un sombre secret de son passé. Il repère rapidement un suspect, Albert Sparma, qui travaille dans un atelier de réparation à proximité des meurtres. Il le suit mais est contrarié, alors il l'emmène pour l'interroger. Pendant son interrogatoire, Sparma se moque des détectives et est libéré après avoir provoqué une explosion de colère de Deacon. La jeune femme poursuivie dans le désert est interrogée mais comme elle a vu Sparma menotté au commissariat, son éligibilité comme témoin objectif est compromise.
Le FBI prend en charge l'enquête dans la semaine, ce qui donne à Deacon et Baxter moins de temps pour résoudre le problème. Le captain Farris, également de la police de Los Angeles, informe Baxter que huit ans auparavant, Sparma a avoué un meurtre qu'il n'aurait pas pu commettre et qu'il est donc un suspect improbable. Baxter et Deacon poursuivent néanmoins leur enquête. L'empreinte digitale de Sparma est similaire à celle du tueur mais ne correspond pas définitivement. Leur prochaine étape est une perquisition illégale dans l'appartement de Sparma. Alors que Baxter monte la garde à l'extérieur, Deacon fouille sans succès l'appartement à la recherche de preuves incriminantes, ne trouvant que des coupures de journaux liées aux affaires. Soudain, le scanner de la police de Sparma se déclenche et Deacon entend une alerte « officier à terre » pour cette même adresse. Alors que la police converge vers le bâtiment, Deacon s'échappe de peu par le toit, Sparma surveillant son ordre et agitant nonchalamment la main vers Baxter.
Tout en surveillant Sparma, Baxter coince le suspect seul et demande à connaître l'emplacement du corps de Ronda Rathbun. Sparma propose de le conduire là où il aurait caché le corps de Rathbun. Baxter accepte prudemment tandis que Deacon le suit secrètement. Sparma emmène Baxter dans une région reculée du désert et lui fait creuser plusieurs trous avant de lui dire qu'il n'a jamais tué personne. Sceptique, il continue de creuser. Sparma commence à le narguer jusqu'à ce que Baxter craque et le frappe au visage avec la pelle, le tuant.
Alors que Deacon arrive, un flash-back révèle qu'il a accidentellement tiré sur le seul survivant de sa dernière affaire de meurtre et que Farris et Dunigan, le coroner, ont aidé à dissimuler l'affaire. Deacon demande à Baxter d'enterrer Sparma dans le désert, pendant qu'il passe la nuit à tout rassembler dans l'appartement de Sparma et disposer de son véhicule. Puis il retourne dans le désert le lendemain matin pour découvrir que Baxter n'a pas enterré Sparma mais qu'il est toujours à la recherche de la victime, désespéré de croire qu'il est le tueur. Deacon (dont les rêves éveillés sont hantés par les victimes précédentes) conseille à Baxter d'oublier l'affaire, sinon elle le hantera à vie.
Plus tard, chez lui, Baxter reçoit une enveloppe envoyée par Deacon, contenant une barrette rouge comme celle que portait Ronda Rathbun lorsqu'elle a été enlevée. De retour dans le comté de Kern, Deacon brûle tout ce qu'il a collecté dans l'appartement, ainsi qu'un tout nouveau paquet de barrettes semblable à la rouge manquante. Puis, il s'éloigne.

## Fiche technique
Sauf indication contraire, les informations mentionnées dans cette section peuvent être confirmées par la base de données cinématographiques IMDb,  présente dans la section « Liens externes ».
- Titre original : The Little Things
- Titre français : Une affaire de détails
- Réalisation et scénario : John Lee Hancock
- Montage : Robert Frazen (en)
- Musique : Thomas Newman
- Décors : Michael Corenblith
- Costumes : Daniel Orlandi
- Photographie : John Schwartzman (en)
- Producteurs : John Lee Hancock et Mark Johnson
  - Producteurs délégués : Mike Drake et Kevin McCormick
- Société de production : Gran Via Productions
- Sociétés de distribution : Warner Bros. / HBO Max (États-Unis), Warner Bros. Home Entertainment France (France, DTV)
- Pays d'origine :  États-Unis
- Langue originale : anglais
- Format : couleur
- Budget : 30 millions de dollars[2],[3]
- Genre : thriller, policier
- Durée : 127 minutes
- Dates de sortie :
  - États-Unis : 29 janvier 2021 (sur HBO Max et sortie limitée au cinéma)
  - Canada : 29 janvier 2021 (au cinéma et en vidéo à la demande)
  - France : 5 mai 2021 (VOD et DVD)
- Classification[4] : 
  - États-Unis : R - Restricted (interdit aux moins de 17 ans non accompagné d'un adulte)
  - France : tous public - avec avertissement et interdit aux moins de 12 ans lors de sa diffusion télévisée.

## Distribution
- Denzel Washington (VF : Emmanuel Jacomy) : le shérif-adjoint Joe « Deke » Deacon
- Rami Malek (VF : Alexis Tomassian) : le capitaine Jim « Jimmy » Baxter
- Jared Leto (VF : Damien Witecka) : Albert Sparma
- Chris Bauer (VF : Gérard Darier) : l'inspecteur Sal Rizoli
- Michael Hyatt (VF : Virginie Émane) : Flo Dunigan
- Terry Kinney (VF : Gabriel Le Doze) : le capitaine Carl Farris
- Natalie Morales (VF : Ethel Houbiers) : l'inspectrice Jamie Estrada
- Isabel Arraiza : Ann Baxter
- Joris Jarsky (VF : Laurent Maurel) : le sergent Rogers
- Glenn Morshower (VF : Philippe Peythieu) : le capitaine Henry Davis
- Sofia Vassilieva (VF : Lisa Caruso) : Tina Salvatore
- Jason James Richter : l'inspecteur Dennis Williams
- John Harlan Kim : l'officier Henderson
- Frederick Koehler (VF : Nicolas Dangoise) : Stan Peters
- Judith Scott : Marsha
- Maya Kazan (VF : Zina Khakhoulia) : Rhonda Rathbun
- Lee Garlington (VF : Marianne Basler) : Landlady
Version française
  - Studio de doublage : Dubbing Brothers
  - Direction artistique : Jean-Philippe Puymartin
  - Adaptation : Linda Bruno

## Production

### Genèse et développement
Il s'agit d'un projet de longue date pour John Lee Hancock, qui a commencé à l'écrire au début des années 1990 alors qu'il planche sur le scénario de Un monde parfait pour Clint Eastwood,. Steven Spielberg, Clint Eastwood ou encore Danny DeVito seront un temps envisagés comme réalisateurs.

### Attribution des rôles
En mars 2019, Denzel Washington est annoncé comme tête d'affiche d'un film écrit et réalisé par John Lee Hancock. En mai 2019, Rami Malek rejoint lui aussi le projet. En août, c'est au tour de Jared Leto de rejoindre la distribution, dans le rôle de l'homme suspecté d'être tueur en série. Natalie Morales, Joris Jarsky, Sheila Houlahan ou encore Sofia Vassilieva sont confirmés en septembre,. En octobre 2019, Michael Hyatt, Kerry O'Malley ou encore Jason James Richter sont annoncés.
Olivia Washington, fille de Denzel Washington, incarne ici Amy Anders.

### Tournage
Le tournage débute le 2 septembre 2019 à Los Angeles. Il se déroule notamment dans le quartier de North Hollywood ainsi qu'au Twin Towers Correctional Facility. Il a également lieu dans d'autres villes de Californie : Ventura, Santa Clarita, Lancaster et Palmdale. Les prises de vues s'achèvent au mois de décembre 2019 avant la pandémie de Covid-19.

### Musique
La musique du film est composée par Thomas Newman.
Liste des titres
1. Chevy Nova - 2:59
2. Musica Latina - 1:55
3. Motion to Dismiss - 1:15
4. Meat Wagon - 1:05
5. Second Story Walkup - 1:45
6. Gentlemen's Club - 1:22
7. Hollywood Cross - 1:23
8. Shirley Temple To Go - 4:47
9. Buck Twenty - 2:20
10. Vacation Days - 1:21
11. St Agnes - 2:28
12. Wing Mirror - 0:43
13. Jack Aboud - 1:29
14. La Loma Bridge - 2:07
15. Reverend Captain - 0:47
16. Mosman's - 1:29
17. New Disciple - 1:07
18. I Won't Bite - 4:46
19. Padlock - 0:50
20. Get Up - 1:39
21. Strong Box - 3:47
22. End of the World - 2:40
23. Red Barrette - 2:32
24. A Dead Girl Wakes - 4:59
25. Little Things - 3:45

Le film contient également de nombreuses chansons préexistantes, :
- Roam - The B-52's
- Don't Watch TV - The Cucumbers (en)
- Tell It Like It Is - Aaron Neville
- True Love - Alphie & The Explosions
- At Last - Etta James
- Heart to Heart - Len Boone
- Twisted Avenues - Gordon Longworth & Steve Emberton / Motion Picture
- Play Thing - Barbara and the Browns (en)
- My Guy - Mary Wells
- Love (Can Make You Happy) - Mercy
- Kiss Me Goodnight - Tony Castle
- Forever - Diana Duval
- I Will Follow Him - Peggy March
- It Hurts Me So Much (To Be Able to Look and Know I Can't Touch) - Barbara and the Browns
- 867-5309 (Jenny) - Alex Call & James Keller
- Be My Boy - The Paris Sisters
- I Don't Want to Have to Wait - Barbara & The Browns

## Sortie et accueil

### Dates de sortie
Le film sort aux États-Unis le 29 janvier 2021. En décembre, Warner Bros. avait annoncé que ses sorties prévues en 2021 s'effectueraient simultanément au cinéma et sur la plateforme HBO Max pour éviter de nouveaux reports.
En France, initialement prévue pour le 27 janvier 2021, la sortie du film est repoussée à une date ultérieure en raison des mesures gouvernementales contre la pandémie de Covid-19 qui ont empêché la réouverture des salles de cinémas.
Le 17 février, il est finalement annoncé que le film sortira en France directement en vidéo le 7 avril 2021.

### Critique
Le film reçoit des critiques partagées aux États-Unis. Sur l'agrégateur américain Rotten Tomatoes, il récolte 46 % d'opinions favorables pour 248 critiques et une note moyenne de 5,4⁄10. Le consensus du site est le suivant : « Un thriller exceptionnellement bien interprété, The Little Things sera profondément familier pour les fans du genre - pour le meilleur et pour le pire ». Sur Metacritic, il obtient une note moyenne de 54⁄100 pour 48 critiques.

### Box-office
Malgré la fermeture des salles dans certains territoires, le film connait une sortie limitée dans certains pays. Il récolte ainsi 14 708 000 $ au box-office nord-américain. Il avait débuté avec un premier week-end d'exploitation avec 4,8 millions de dollars (pour 2 171 salles), soit le meilleur démarrage de ce week-end.
En mars 2021, le film totalise plus de 28 millions de dollars de recettes mondiales, pour un budget d'environ 30 millions.

## Distinction
Source : Internet Movie Database

### Nominations
- Golden Globes 2021 : meilleur acteur dans un second rôle pour Jared Leto
- Screen Actors Guild Awards 2021 : meilleur acteur dans un second rôle pour Jared Leto